# The Learning Tree
The Learning Tree es una película dramática estadounidense de 1969, producida y dirigida por Gordon Parks , quien también compuso la banda sonora. Fue la primera película dirigida por un cineasta afroamericano en el estudio  Warner Bros.-Seven Arts.
La película está basada en la novela semiautobiográfica homónima de 1963 de Parks. El mismo también escribió el guion y, como resultado, el guion de la película no se desvió mucho del libro, excepto por presentar menos personajes por motivos de tiempo de ejecución.
En 1989, The Learning Tree estuvo entre el primer grupo de 25 películas seleccionadas por la Biblioteca del Congreso para su conservación en el [[National Film 
Registry]] por ser "cultural, histórica o estéticamente significativa.

## Sinopsis
Un joven de color aprende sobre la vida y sus prejuicios raciales mientras crece en Kansas en los años 20.

## Reparto
- Kyle Johnson como Newt Winger
- Alex Clarke como Marcus Savage
- Estelle Evans como Sarah Winger
- Mira Waters como Arcella Jefferson
- George Mitchell como Jake Kiner
- Richard Ward como Booker Savage
- Malcolm Attenbury como Silas Newhall
- Russell Thorson como Cavanaugh
- Zooey Hall como Chauncey Cavanaugh
- Dana Elcar como Sheriff Kirky
- Felix Nelson como Jack Winger
- Joel Fluellen como Rob

## Recepción

### Crítica
Cuando The Learning Tree se estrenó en el Trans-Lux Theatre de la ciudad de Nueva York el 6 de agosto de 1969, fue bien recibido por la crítica. Roger Greenspun escribió en su reseña que las escenas de la película adquirieron una "especie de vitalidad ceremonial y realismo". La gran atención de Parks y Guffey al detalle ayudó a que esta película fuera  bien recordada por el público estadounidense.

### Premios y nominaciones
- 1967: NAACP Image Award a la Mejor Actriz para Estelle Evans (Ganadora)